# ケビン・ロング
ケビン・ロング（Kevin Finbarr Long，1990年8月18日 - ）は、アイルランド・コーク出身のサッカー選手。トロントFC所属。アイルランド代表。ポジションはディフェンダー。

## 経歴

### コーク
2008年1月にコーク・シティFCと契約を結び、翌シーズンからトップチームでプレーする。

### バーンリー
プレストン・ノースエンドFCやリーズ・ユナイテッドFC等のトライアルを受け、2009年11月26日にプレミアリーグのバーンリーFCと契約した。2010年1月25日に正式にサインを交わし、入団。
2010年10月15日、フットボールリーグ2に所属するアクリントン・スタンリーFCに期限付き移籍。2011年1月18日に一度バーンリーに戻るが、その後再びアクリントンに期限付き移籍をした。
2012年8月18日、フットボールリーグ1のポーツマスFCに貸し出される。その後バーンリーに戻ると、2014年1月4日のFAカップ・サウサンプトンFC戦で初ゴールを決めた。
2015年11月、バーンズリーFCへの期限付き移籍が発表された。
2017-18シーズンはバーンリーに戻るが、2018年4月19日のプレミアリーグ・チェルシーFC戦でオウンゴールを献上した。
2023年1月、バーミンガム・シティFCに移籍した。
2024年2月20日、トロントFCに移籍した。